# Śniardwy

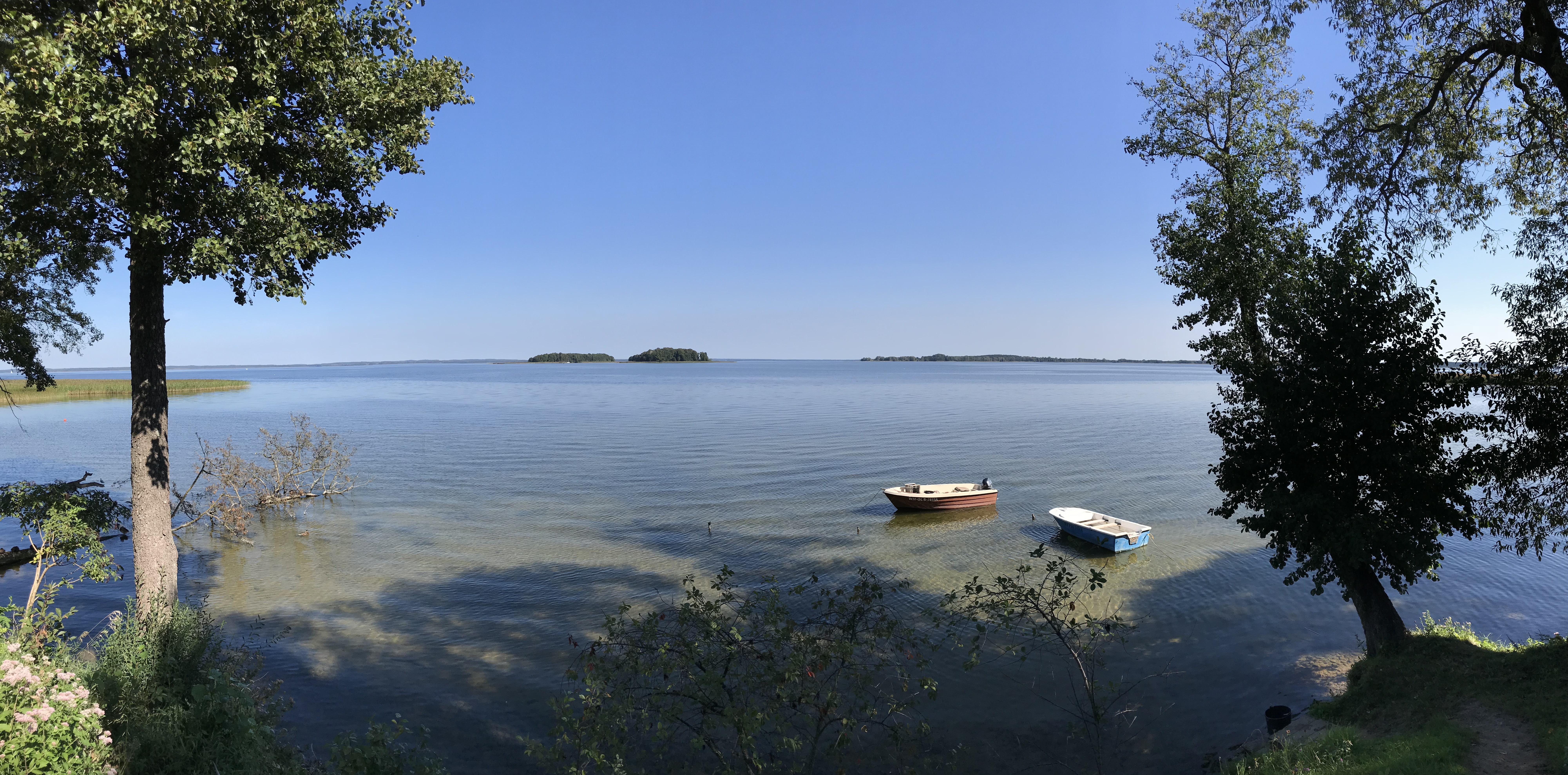
Insjön Śniardwy.

Śniardwy (tyska: Spirdingsee) är belägen i Ermland-Masuriens vojvodskap och är med sina 113,2 km2 Polens största sjö.
Śniardwy står genom de masuriska kanalerna i förbindelse med sjöarna Mamry, Rosch m. fl., emottager tillflöden från flera sjöar och har sitt avlopp genom floden Pissek, som genom Narew står i förbindelse med Bug och Wisła. 
Före 1945 tillhörde sjön Tyskland och var då Preussens största insjö.